# Pentarrhinum balense
Pentarrhinum balense är en oleanderväxtart som först beskrevs av Liede, och fick sitt nu gällande namn av S. Liede. Pentarrhinum balense ingår i släktet Pentarrhinum och familjen oleanderväxter. Inga underarter finns listade i Catalogue of Life.